# Ronald Jan Heijn
Ronald Jan Heijn (Amsterdam, 6 maart 1960) is een schrijver op het gebied van spiritualiteit. In het verleden was hij Nederlands hockeyinternational, spiritueel ondernemer en documentairemaker.
Heijn groeide op in Bloemendaal, als zoon van Gerrit Jan Heijn en achterkleinzoon van Albert Heijn, de grondlegger van de gelijknamige supermarktketen. Hij speelde hockey bij HC Bloemendaal en werd daarmee Nederlands kampioen in 1986. Hij maakte zijn debuut voor het Nederlands elftal op 20 december 1980 in het oefenduel Spanje - Nederland (2-4) in Barcelona. Heijn stond te boek als een 'fluwelen technicus' en speelde in totaal 59 officiële interlands (19 doelpunten) voor de nationale ploeg. Na het wereldkampioenschap in 1986 in Londen stopte Heijn met hockey. 
Heijn studeerde aan Nyenrode, en werkte als manager bij IKEA en een organisatieadviesbureau. 's Avonds studeerde hij culturele antropologie. In 1987 werd zijn vader ontvoerd en vermoord door Ferdi Elsas. Later heeft Heijn Elsas opgezocht in de gevangenis en hem vergeven.
Begin jaren negentig verkreeg Heijn landelijke bekendheid als oprichter van spiritueel centrum Oibibio in Amsterdam. Na enkele succesvolle jaren belandde de ontmoetingsplaats in financiële problemen, en bleek -ook nadat nog een doorstart werd gemaakt onder de naam Oininio- een faillissement uiteindelijk onafwendbaar.

Heijn begon aan de Amsterdamse Zeedijk een esoterische boekwinkel, die na een jaar moest sluiten.
Vanaf 2001 werkt Heijn samen met Harry Beckers. Zij produceerden de Nederlandse documentaire Staya Erusa (2006) over een ruimere manier van denken, over onder andere bewustzijn en leven na de dood. In 2007 kwam een internationale remake uit, in samenwerking met Uri Geller. Eind 2016 kwam Heijns boek uit over de komst van de 'Nieuwe Tijd', HB, een nieuwe tijd breekt aan. Begin 2017 gaf Heijn de dagboeken van Harry Beckers uit, ‘HB, geen verlossing zonder kruis’.

## Documentaires
- Staya Erusa, the Beginning
- Staya Erusa, Find the Book of Knowledge